# Hellweg (byggemarked)
 Ikke at forveksle med Hellweg, Hellwege og Helweg.
Hellweg Die Profi-Baumärkte GmbH & Co. KG er en tysk byggemarkeds- og havecenterkæde. De har hovedkvarter i Dortmund.
Deres første byggemarked åbnede i 1971 i Dortmund.
Koncernen har 4.700 ansatte og en omsætning på 758 mio. euro fordelt på 95 Hellweg-byggemarkeder, 53 BayWa havecentre og 7 Gartencenter Augsburg havecentre.